# 海外港人
海外港人（英語：Hong Kong Diaspora，另稱香港僑民、簡稱港僑）為擁有居港權、祖籍香港（香港原居民）及/或父母擁有居港權，而長期定居海外不在香港生活的群體，是海外華人社區的一部份。
自1960年代起，香港有大批居民移民到外國。1984年，《中英聯合聲明》簽署後，尤其是1989年後，出現了大規模的香港移民潮，至1990年代中期方見平息。香港人的主要移民目的地包括加拿大、英國、澳大利亞、紐西蘭等英語國家，於溫哥華、多倫多等城市形成龐大的華人社區，在當地華人社群中舉足輕重。海外港人不少皆於當地落地生根，活躍於主流社會，且有部份出任當地重要公職。海外港人將不少香港流行文化帶到海外，如溫哥華、多倫多及悉尼、墨爾本的飲茶、龍舟等事物，皆隨海外港人介紹到當地。